# 46 Hestia
Hestia (định danh hành tinh vi hình: 46 Hestia) là một tiểu hành tinh lớn và tối ở vành đai chính. Tiểu hành tinh này do Norman R. Pogson phát hiện ngày 16 tháng 8 năm 1857 tại Đài quan sát Radcliffe, Oxford và được đặt theo tên Hestia, nữ thần tổ ấm trong thần thoại Hy Lạp. Điều này đã tạo ra một vấn đề trong tiếng Hy Lạp, nơi 4 Vesta cũng có tên  Hestia .

## Khối lượng
Năm 2000, Michalak ước tính Hestia có khối lượng là 3,5×1018 kg.
Dù Hestia chỉ có đường kính khoảng 124 km, năm 1997, Bange và Bec-Borsenberger đã ước tính Hestia có khối lượng là 2,1×1019 kg, căn cứ trên một nhiễu gây ra bởi tiểu hành tinh 19 Fortuna. Ước tính cũ năm 1997 này đã cho Hestia một tỷ trọng là 14+ g/cm³ và làm cho Hestia chắc đặc hơn nhiều tiểu hành tinh lớn hơn.